# Kristusova ljubezen do migrantov
Kristusova ljubezen do migrantov je navodilo, ki ga je izdelal Papeški svet za pastoralo migrantov in potujočih (izvirno nemško Päpstlicher Rat der Seelsorge für die Migranten und Menschen unterwegs) leta 2004.
V zbirki Cerkveni dokumenti je to delo izšlo leta 2005 kot 109. cerkveni dokument (kratica CD 109).